# Władimir Maniejew
Władimir Pietrowicz Maniejew (ros. Владимир Петрович Манеев; ur. 5 lutego 1932; zm. 8 stycznia 1985) – radziecki zapaśnik walczący w stylu klasycznym. Srebrny medalista olimpijski z Melbourne 1956, w kategorii do 73 kg.
Mistrz świata w 1955. Pierwszy w Pucharze Świata w 1956 roku.
Mistrz ZSRR w 1954 i 1955; drugi w 1952, 1956 i 1962 roku. Skończył karierę w 1970 roku. Pracował w kopalni.